# Turjanski
Turjanski is een plaats in de gemeente Vrhovine in de Kroatische provincie Lika-Senj. De plaats telt 82 inwoners (2001).